# The Blues Don't Lie
The Blues Don't Lie je devatenácté studiové album amerického bluesového zpěváka a kytaristy Buddyho Guye. Vyšlo koncem září 2022 prostřednictvím vydavatelství Silvertone Records a RCA Records. První singl „Gunsmoke Blues“ vyšel již v polovině srpna. Počátkem září vyšel druhý singl „We Go Back“. Album produkoval Tom Hambridge, který s Guyem spolupracoval již od alba Skin Deep z roku 2008. Hambridge je zároveň spoluautorem či autorem většiny písní na albu a hraje na něm na bicí. Kromě dalších hudebníků na album přispělo několik hostujících zpěváků, jako například Mavis Staples, Elvis Costello a James Taylor. Převážná část alba byla nahrána v Nashvillu, party některých hostů vznikly v jiných studiích. Album bylo nominováno na cenu Grammy v kategorii nejlepší tradiční bluesové album.

## Seznam skladeb
| Pořadí         | Název                          | Autor                       | Délka |
| -------------- | ------------------------------ | --------------------------- | ----- |
| 1.             | I Let My Guitar Do the Talking | Buddy Guy, Tom Hambridge    | 4:26  |
| 2.             | Blues Don't Lie                | Hambridge                   | 3:54  |
| 3.             | The World Needs Love           | Guy                         | 5:30  |
| 4.             | We Go Back                     | Richard Fleming, Hambridge  | 4:39  |
| 5.             | Symptoms of Love               | Fleming, Hambridge          | 3:37  |
| 6.             | Follow the Money               | Hambridge, Gary Nicholson   | 3:41  |
| 7.             | Well Enough Alone              | Fleming, Hambridge          | 4:12  |
| 8.             | What's Wrong with That         | Fleming, Hambridge          | 5:25  |
| 9.             | Gunsmoke Blues                 | Fleming, Hambridge          | 3:08  |
| 10.            | House Party                    | Fleming, Hambridge          | 2:59  |
| 11.            | Sweet Thing                    | Joe Josea, B. B. King       | 3:00  |
| 12.            | Backdoor Scratchin'            | Hambridge, Nicholson        | 3:54  |
| 13.            | I've Got a Feeling             | John Lennon, Paul McCartney | 4:01  |
| 14.            | Rabbit Blood                   | Fleming, Hambridge          | 4:43  |
| 15.            | Last Call                      | Hambridge, Bill Sweeney     | 3:33  |
| 16.            | King Bee                       | James Moore                 | 2:44  |
| Celková délka: | Celková délka:                 | Celková délka:              | 63:26 |

## Obsazení
- Buddy Guy – zpěv, kytara
- Rob McNelley – kytara
- Michael Saint-Leon – kytara

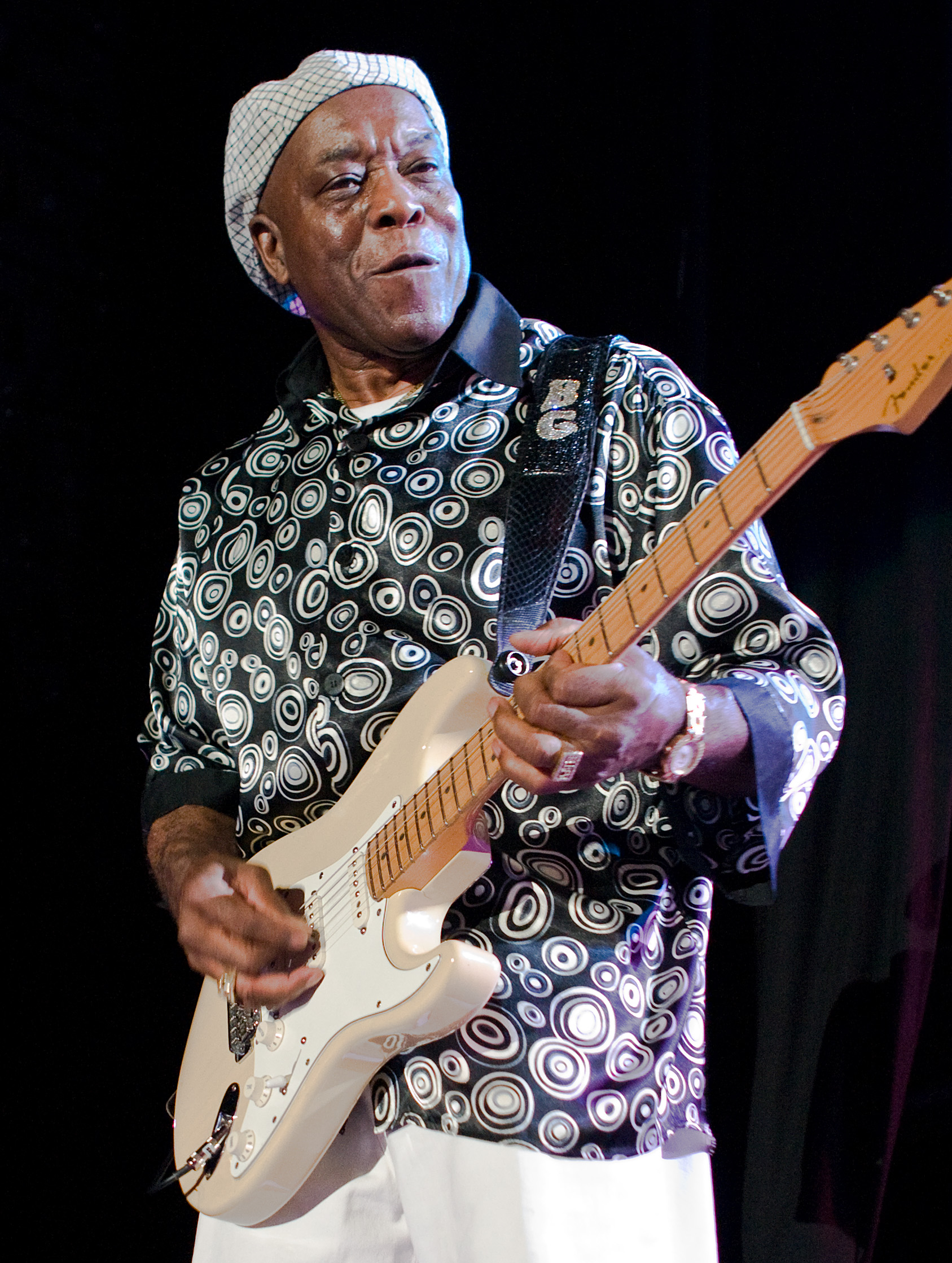
Buddy Guy (2008)

- Kevin McKendree – varhany, klavír, elektrické piano
- Reese Wynans – varhany, klavír, elektrické piano
- Michael Rhodes – basa
- Glenn Worf – basa
- Tom Hambridge – bicí, perkuse, tamburína, doprovodné vokály
- Max Abrams – rohy
- Steve Patrick – rohy
- Mavis Staples – zpěv
- James Taylor – zpěv
- Bobby Rush – zpěv, harmonika
- Jason Isbell – zpěv, kytara
- Wendy Moten – zpěv
- Elvis Costello – doprovodné vokály
- Mike Hicks – doprovodné vokály